# Tristaniopsis burmanica
Tristaniopsis burmanica är en myrtenväxtart som först beskrevs av William Griffiths, och fick sitt nu gällande namn av Peter G.Wilson och John Teast Waterhouse. Tristaniopsis burmanica ingår i släktet Tristaniopsis och familjen myrtenväxter.

## Underarter
Arten delas in i följande underarter:
- T. b. burmanica
- T. b. rufescens